# Petaurus norfolcensis
Petaurus norfolcensis är en pungdjursart som först beskrevs av Robert Kerr 1792. Petaurus norfolcensis ingår i släktet Petaurus och familjen flygpungekorrar. IUCN kategoriserar arten globalt som livskraftig. Inga underarter finns listade.

## Utseende
Arten blir 18 till 23 cm lång (huvud och bål), har en 22 till 30 cm lång svans och väger 190 till 300 g. Pälsen på ovansidan varierar mellan blågrå och brungrå, undersidan är vitaktig. Kännetecknande för arten är en mörk strimma i ansiktets mitt, mörka strimmor vid ansiktets sidor och en mörk strimma på ryggens mitt. Den yviga svansen har vid roten samma färg som pälsen på ovansidan, svansens spets är svart. Liksom hos de andra arterna av samma släkte finns en flygmembran för att glida genom luften. Honans pung (marsupium) är bra utvecklad.

## Utbredning och habitat
Pungdjuret förekommer i östra och sydöstra Australien. Arten vistas i öppna skogar, andra landskap med träd och i människans odlingar.

## Ekologi
Individerna är aktiva på natten. De vilar på dagen gömda i trädens håligheter. Petaurus norfolcensis äter nektar, pollen, blommor, naturgummi samt insekter, spindlar och andra ryggradslösa djur. Den klättrar i växtligheten och svävar med hjälp av flygmembranen längre sträckor från träd till träd. Sträckan är vanligen 9 till 47 meter och i sällsynta fall upp till 60 meter.
En hane, två eller några fler vuxna honor och deras ungar bildar en flock. Parningen kan ske hela året men de flesta ungar föds när utbudet av föda är störst. Ibland har honor två kullar per år. Dräktigheten varar bara 20 dagar och sedan föds en eller två ungar. Ungarna lever sina första dagar i moderns pung och sedan stannar de cirka 6 månader i boet. Vanligen lever de hela första året nära föräldrarna. Livslängden går upp till 6 år.

## Bildgalleri

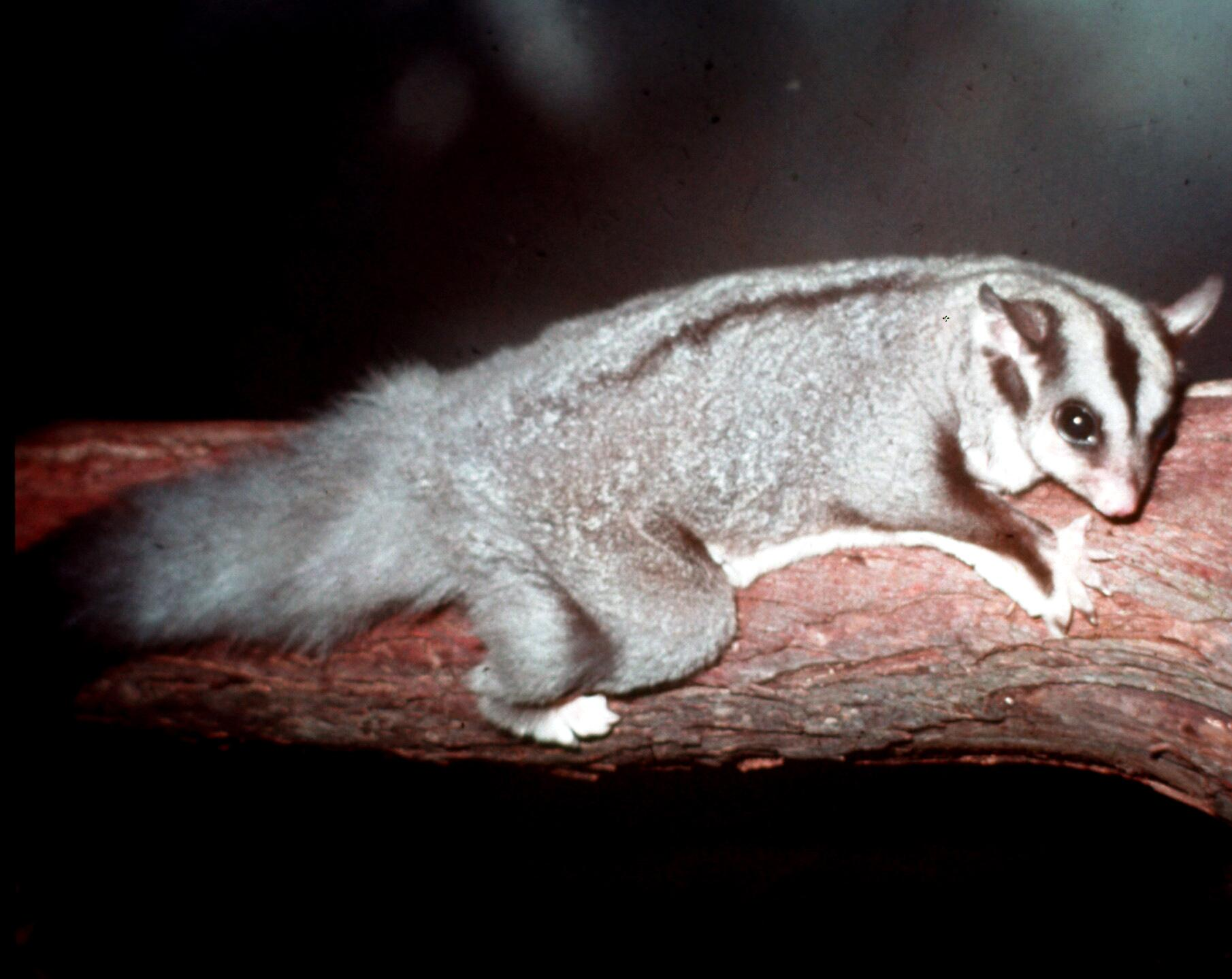